# Droga wojewódzka 333
Die Droga wojewódzka 333 (DW 333) ist eine Droga wojewódzka (Woiwodschaftsstraße) in der polnischen Woiwodschaft Niederschlesien, die Sieniawka und Kopaczów verbindet. Die Strecke liegt im Powiat Górowski und im Powiat Lubiński.

## Streckenverlauf
Woiwodschaft Niederschlesien, Powiat Górowski
-  Ciechanów (Züchen) (DW 323, DW 334)
- Marcinówka
-  Lubów (Lübchen) (DW 334)

Woiwodschaft Niederschlesien, Powiat Lubiński
-  Chobienia (Köben an der Oder) (DW 292, DW 334)